# 小行星12680
小行星12680（12680 Bogdanovich）是一颗绕太阳运转的小行星，为主小行星带小行星。该小行星于1981年5月6日发现。

## 轨道参数
小行星12680的轨道半长轴为2.1924444 UA，离心率为0.072。